# Circondario di Alfeld
Il circondario di Alfeld (in tedesco Landkreis Alfeld) è stato un circondario (Landkreis) della Bassa Sassonia, in Germania.

## Storia
Fu istituito il 1º aprile 1885 come circondario nella provincia di Hannover del regno di Prussia.
Il 1º ottobre 1932 inglobò il territorio del dissolto circondario di Gronau.
Nel 1977 confinava con i circondari Hannover, Hildesheim, Gandersheim, Holzminden e Hameln-Pyrmont. Capoluogo e centro maggiore era la città di Alfeld.
Fu soppresso il 1º agosto 1977 e unito al circondario di Hildesheim (a eccezione dei comuni di Coppengrave, Duingen, Hoyershausen e Marienhagen, passati al circondario di Holzminden).
Al momento della soppressione, contava 29 comuni.

## Comuni
- Adenstedt
- Alfeld
- Almstedt
- Banteln
- Barfelde
- Betheln
- Breinum
- Brüggen
- Burgstemmen
- Capellenhagen
- Coppengrave
- Dehnsen
- Deilmissen
- Deinsen
- Dötzum
- Duingen
- Dunsen
- Eberholzen
- Eddinghausen
- Eime
- Eimsen
- Eitzum
- Elze
- Esbeck
- Evensen
- Everode
- Eyershausen
- Föhrste
- Fölziehausen
- Freden
- Gerzen
- Grafelde
- Graste
- Gronau
- Groß Freden
- Harbarnsen
- Haus Escherde
- Heinum
- Heyersum
- Hönze
- Hörsum
- Hoyershausen
- Imsen
- Irmenseul
- Klein Freden
- Lamspringe
- Langenholzen
- Limmer
- Lübbrechtsen
- Mahlerten
- Marienhagen
- Mehle
- Meimerhausen
- Möllensen
- Netze
- Neuhof
- Nienstedt
- Nordstemmen
- Ohlenrode
- Petze
- Rheden
- Röllinghausen
- Rott
- Sack
- Segeste
- Sehlde
- Sehlem
- Sellenstedt
- Sibbesse
- Wallenstedt
- Warzen
- Weenzen
- Westfeld
- Wetteborn
- Wettensen
- Winzenburg
- Wispenstein
- Wöllersheim
- Woltershausen-Hornsen
- Wrisbergholzen